# Islas Vírgenes de los Estados Unidos en los Juegos Olímpicos de Lillehammer 1994
Las Islas Vírgenes de los Estados Unidos estuvieron representadas en los Juegos Olímpicos de Lillehammer 1994 por ocho deportistas, siete hombres y una mujer, que compitieron en dos deportes.
El portador de la bandera en la ceremonia de apertura fue el piloto de luge Kyle Heikkila. El equipo olímpico virgenense estadounidense no obtuvo ninguna medalla en estos Juegos.